# Carmelo Morales Erostarbe
Carmelo Morales Erostarbe (Valmaseda, Vizcaya, 4 de diciembre de 1930 – Castro-Urdiales, Cantabria, 28 de abril de 2003) fue un ciclista  español, apodado Jabalí, profesional entre los años 1951 y 1963, durante los que logró 43 victorias. Su mayor éxito deportivo lo obtuvo en la Vuelta a España, donde logró 1 victoria de etapa en la edición de 1957, lo que le permitió comandar la clasificación general de la prueba durante un día.
Pese a haber nacido en Vizcaya, la mayor parte de su vida estuvo vinculado a Castro Urdiales (Cantabria). Tras abandonar la práctica del ciclismo, permaneció unido a este deporte como presidente de la Federación Cántabra de Ciclismo.
Era hermano de los también ciclistas Roberto Morales Erostarbe y Jesús Morales Erostarbe.

## Palmarés
| 1949 - Muxika - Beradona 1951 - G. P. de Llodio 1953 - 1 etapa en la Volta a Cataluña - Circuito de Zaratamo - G. P. Sta. Marina 1955 - G. P. Ayuntamiento de Bilbao - Amorebieta (G. P. de la Liberación) - P. Loinaz, Campeonato Vasco-Navarro de Ruta - Bergara (P. Pentecostés), Campeonato Vasco-Navarro de Montaña - Éibar (G. P. San Juan) - Azkoitia (G. P. Sta. Cruz) - 1 etapa de la Vuelta a Galicia 1956 - Circuito Montañés, más 2 etapas - Circuito del Astillero (Trofeo San José) - Campeonato de España de Montaña - G. P. Burgos, más 1 etapa - G. P. Lequeitio, más 2 etapas - Campeón de España por Regiones | 1957 - 1 etapa en la Vuelta a España - G. P. de Portugalete - Zaratamo - 1 etapa del Circuito Montañés - Torrelavega (G. P. Sniace) 1958 - Zamora (Trofeo Iberduero) - Bergara (P. Pentecostés) - G. P. Santa Teresa (Ávila), más 2 etapas 1960 - Éibar - Clásica de Primavera - P. Loinaz (Beasáin) 1961 - Circuito Montañés, más 2 etapas - Zamora (T. Iberduero) - G. P. Balmaseda |

## Equipos
- Independiente (1949-1955)
- Gamma (1956-1957)
- Lube N.S.U (1958)
- Kas (1959-1960)
- Licor 43 (1961)
- Kas (1962-1963)